# انسحاب جمهورية الصين إلى تايوان
يشير انسحاب جمهورية الصين إلى تايوان، والمعروف أيضًا باسم انسحاب الكومينتانغ إلى تايوان أو (يسمى في تايوان) «الانسحاب الكبير» إلى الهجرة الجماعية لبقايا حكومة جمهورية الصين الخاضعة لحكومة الكومينتانغ إلى جزيرة تايوان في ديسمبر 1949 مع نهاية الحرب الأهلية الصينية. شارك حزب الكومينتانغ (الحزب القومي الصيني) وضباطه ونحو مليوني جندي في الانسحاب؛ بالإضافة إلى العديد من المدنيين واللاجئين الفارين من تقدم جيش التحرير الشعبي الشيوعي.
فرت معظم القوات إلى تايوان من مقاطعات في جنوب الصين، من ضمنها مقاطعة سيتشوان، حيث وقعت الوقعة الأخيرة للجيش الرئيسي لجمهورية الصين. حدث الفرار إلى تايوان على مدار أربعة أشهر بعد إعلان ماو تسي تونغ تأسيس جمهورية الصين الشعبية في بكين في 1 أكتوبر 1949.
بعد الانسحاب، خططت قيادة جمهورية الصين، بقيادة القائد الأعلى والرئيس شيانج كاي تشيك، لجعل الانسحاب مؤقتًا فقط، وأملت في إعادة تجميع وتحصين واستعادة الأراضي الرئيسية. عُرفت هذه الخطة، التي لم تؤتِ ثمارها، باسم «مشروع المجد الوطني»، وجعلت الأولوية الوطنية لجمهورية الصين في تايوان. فور اتّضح أن هذه الخطة لا يمكن تحقيقها، تحول تركيز تايوان الوطني إلى التحديث والتنمية الاقتصادية لتايوان، حتى مع استمرار جمهورية الصين الشعبية في المطالبة بالسيادة على المناطق الخاضعة لسيطرة جمهورية الصين الشعبية.

## خلفية تاريخية
دخلت الحرب الأهلية الصينية بين قوات حزب الكومينتانغ التابعة لشيانج كاي شيك والحزب الشيوعي الصيني التابع لماو تسي تونغ مرحلتها الأخيرة في عام 1945، بعد استسلام اليابان. سعى الجانبان للسيطرة على الصين وتوحيدها. في حين اعتمد شيانج بشكل كبير على مساعدة الولايات المتحدة، اعتمد ماو على دعم الاتحاد السوفييتي وعلى دعم سكان الأرياف في الصين.
بدأ الصراع الدموي بين حزب الكومينتانغ والحزب الشيوعي الصيني عندما كان الطرفان يحاولان إخضاع أمراء الحرب الصينيين في شمال الصين (1926-1928) واستمروا على الرغم من الاحتلال الياباني (1932-1945). اعتُبرت الحاجة إلى إقصاء أمراء الحرب ضرورية من قِبل ماو تسي تونغ وشيانج كاي شيك، ولكن لأسباب مختلفة. بالنسبة إلى ماو، سينهي القضاء على أمراء الحرب النظام الإقطاعي في الصين، ويشجع البلاد ويحضرها للاشتراكية والشيوعية. بالنسبة لشيانج، شكّل أمراء الحرب تهديدًا كبيرًا للحكومة المركزية. استمر هذا الاختلاف الأساسي في الدافع طوال سنوات الحرب ضد الاحتلال الياباني في الصين، بغض النظر عن العدو المشترك.
حشدت القوات الشيوعية التابعة لماو الفلاحين في الريف الصيني ضد اليابانيين، وفي وقت استسلام اليابان في عام 1945، كان الحزب الشيوعي الصيني قد بنى جيشًا من نحو مليون جندي. استفاد الاتحاد السوفييتي من الضغط الذي فرضته قوات ماو على اليابانيين، لذا زُودت قوات الحزب الشيوعي الصيني بالدعم من قِبل السوفييت. حضرت الوحدة الأيديولوجية للحزب الشيوعي الصيني، والخبرة المكتسبة في محاربة اليابانيين، المعاركَ القادمة ضد حزب الكومينتانغ. على الرغم أن قوات شيانج كانت مجهزة تجهيزًا جيدًا من قِبل الولايات المتحدة، افتقرت إلى القيادة الفعالة والوحدة السياسية والخبرة.
في يناير 1949، تنحى تشيانج كاي شيك من منصب زعيم حزب الكومينتانغ وحل محله نائبه لي زونغرن. دخل لي وماو في مفاوضات من أجل السلام، لكن المتشددين الوطنيين رفضوا مطالب ماو.
كانت المقدرة العسكرية الشيوعية عاملًا حاسمًا في حل المأزق، وحين سعى لي إلى تأخير إضافي في منتصف أبريل عام 1949، عبر الجيش الأحمر الصيني نهر اليانغتسي (تشانغ). فر شيانج إلى جزيرة فورموزا (في تايوان)، إلى حيث نُقل نحو 300,000 جندي جوًا.

## نقل القوات والناس
على مدار 4 أشهر بدءًا من أغسطس عام 1948، نقل قادة جمهورية الصين القوات الجوية لجمهورية الصين إلى تايوان، مستقلين أكثر من 80 رحلة جوية و3 سفن. يكتب تشن تشين تشانغ في كتابه حول هذا الموضوع أن ما بين 50 إلى 60 طائرة بالمتوسط حلقت يوميًا بين تايوان والصين لنقل الوقود والذخيرة بين أغسطس 1948 وديسمبر 1949.
أرسل شيانج أيضًا 26 سفينة بحرية تابعة للجيش القومي إلى تايوان. بدأ الهجوم الشيوعي الأخير ضد القوات القومية في 20 أبريل 1949 واستمر حتى نهاية الصيف. بحلول أغسطس، سيطر جيش التحرير الشعبي على معظم الأراضي الرئيسية الصينية؛ احتفظ القوميون فقط بتايوان وجزر بسكادورز ومقاطعة غوانغدونغ وبعض المناطق في أقصى غرب الصين.
ترأس مدير معهد التاريخ وعلم اللغة فو سوسينين اندفاعًا لإقناع العلماء بالفرار إلى تايوان، بالإضافة إلى جلب الكتب والوثائق.

## تهريب الكنوز من الأراضي الرئيسية
في عام 1948، بدأ تشيانج كاي شيك التخطيط لانسحاب حزب الكومينتانغ إلى تايوان بخطة تقتضي أخذ الذهب والكنوز من الأراضي الرئيسية. تختلف كمية الذهب التي نُقلت بحسب المصادر، ولكن عادةً ما يُقدَّر أنها تتراوح بين ثلاثة ملايين إلى خمسة ملايين تايل (أي نحو 113.6 إلى 115.2 طنًا، يزن التايل الواحد 37.2 غرامًا). بالإضافة إلى الذهب، أحضر حزب الكومينتانغ آثارًا قديمة، وهي محفوظة الآن في متحف القصر الوطني في تايبيه بتايوان. يقول بعض العلماء إن انتقال الذهب والكنوز كان إحدى الإجراءات الوقائية العديدة ضد الغزو والاحتلال الياباني، على غرار الحكومات الأوروبية التي نقلت الذهب إلى مواقع أخرى خلال الحرب العالمية الثانية.
هناك آراء متباينة حول الكنوز الموجودة في متحف القصر الوطني التايواني. ويرى البعض في الصين أن عملية النقل تعتبر نهبًا. يعتقد البعض الآخر أن هذه الكنوز كانت محمية من غير قصد، وربما فُقدت إلى الأبد بسبب حملة الأشياء الأربعة القدامى خلال الثورة الثقافية. يؤمن البعض الآخر أن تايوان ما تزال جزءًا من الأراضي الصينية ذات السيادة لذا فإن النقل لا يعتبر مشكلة.
نُفذت مهمة شيانج كاي شيك لأخذ الذهب من الصين بشكل سري لأن المهمة بأسرها -وفقًا للدكتور وو سينغ يونغ- نُفذت من قِبل شيانج نفسه. كان شيانج ووالد دكتور وو، الذي كان رئيس قسم التمويل العسكري لحكومة الكومينتانغ، فقط على علم بإنفاق الذهب ونقله إلى تايوان، وأُصدرت جميع أوامر شيانج تقريبًا شفهيًا. وذكر الدكتور وو أنه حتى وزير المالية لم يمتلك سلطة على الإنفاق والنقل النهائي. احتُفظ بالسجل المكتوب باعتباره السر العسكري الأعلى من قِبل شيانج في القصر الرئاسي في تايبيه وأصبحت المحفوظات التي رُفعت السرية عنها متاحة للجمهور فقط بعد أكثر من 40 عامًا من وفاته في أبريل 1975.

### الذهب والكنوز في تايوان
هناك اعتقاد سائد على نطاق واسع أن الذهب الذي جُلب إلى تايوان استُخدم لوضع الأسس لاقتصاد تايوان وحكومتها. بعد ستة أشهر من تشغيل الذهب بواسطة شيانج، أُطلق الدولار التايواني الجديد، الذي حل محل الدولار التايواني القديم بمعدل واحد إلى 40,000. ويُعتقد أن 800,000 تايل من الذهب قد استُخدمت لتحقيق الاستقرار في الاقتصاد الذي كان يعاني من التضخم المفرط منذ عام 1945.
كانت ثلاثة من القطع الأثرية الأكثر شهرة التي أخذها شيانج هي ما يسمى بالكنوز الثلاثة لمتحف القصر الوطني، وهي: الحجر ذو الشكل اللحمي، وحجر الجاديت الملفوف، ومرجل ماو غونغ دينغ ثلاثي القوائم.